# Jule Charney
Jule Gregory Charney, född 1 januari 1917, död 16 juni 1981, var en amerikansk meteorolog. 
Charney studerade fysik och meteorologi i Los Angeles på UCLA och tog examen 1940. Han fortsatte sedan med forskning och disputerade 1946. Han var därefter verksam vid Institute for Advanced Study i Princeton åren 1948-1956 där han bland annat arbetade tillsammans med John von Neumann och undersökte numeriska scheman för väderprognosmodeller. 1956 tillträdde han Alfred P Sloan-professuren i meteorologi vid MIT i Boston. Han tilldelades 1964 det amerikanska meteorologisamfundets finaste utmärkelse Carl-Gustaf Rossby-medaljen för sina upptäckter inom meteorologin. 
Charneys kanske viktigaste bidrag till meteorologin är hans bidrag till ekvationshierarkin då han utarbetade teorier (kvasigeostrofiska virvelekvationen) som förklarar den storskaliga strömning hos Rossbyvågorna. Han har även bidragit med matematiska teorier som beskriver utvecklingen av baroklin instabilitet. Det kanske största bidraget till meteorologin kom dock 1949 när han och den norske meteorologen Arnt Eliassen tillsammans gjorde den första numeriska datorsimuleringen av atmosfären på en ENIAC-dator.  De använde en endimensionell Rossbyvågsmodell för att undersöka hur västvindarna påverka av storskalig topografi.  Trots modellens enkelhet blev det erhållna resultatet av geopotentialfältet mycket likt det observerade. 
Charney invaldes 1965 som utländsk ledamot av Kungliga Vetenskapsakademien.
Amerikanska meteorologisamfundet (American Meteorological Society) delar årligen ut The Jule G. Charney Award fritt översatt till Jule G. Charney-priset. Priset går till forskare som anses ha gjort viktiga upptäckter inom atmosfär och oceanfysik. 